# Хафен-Сити

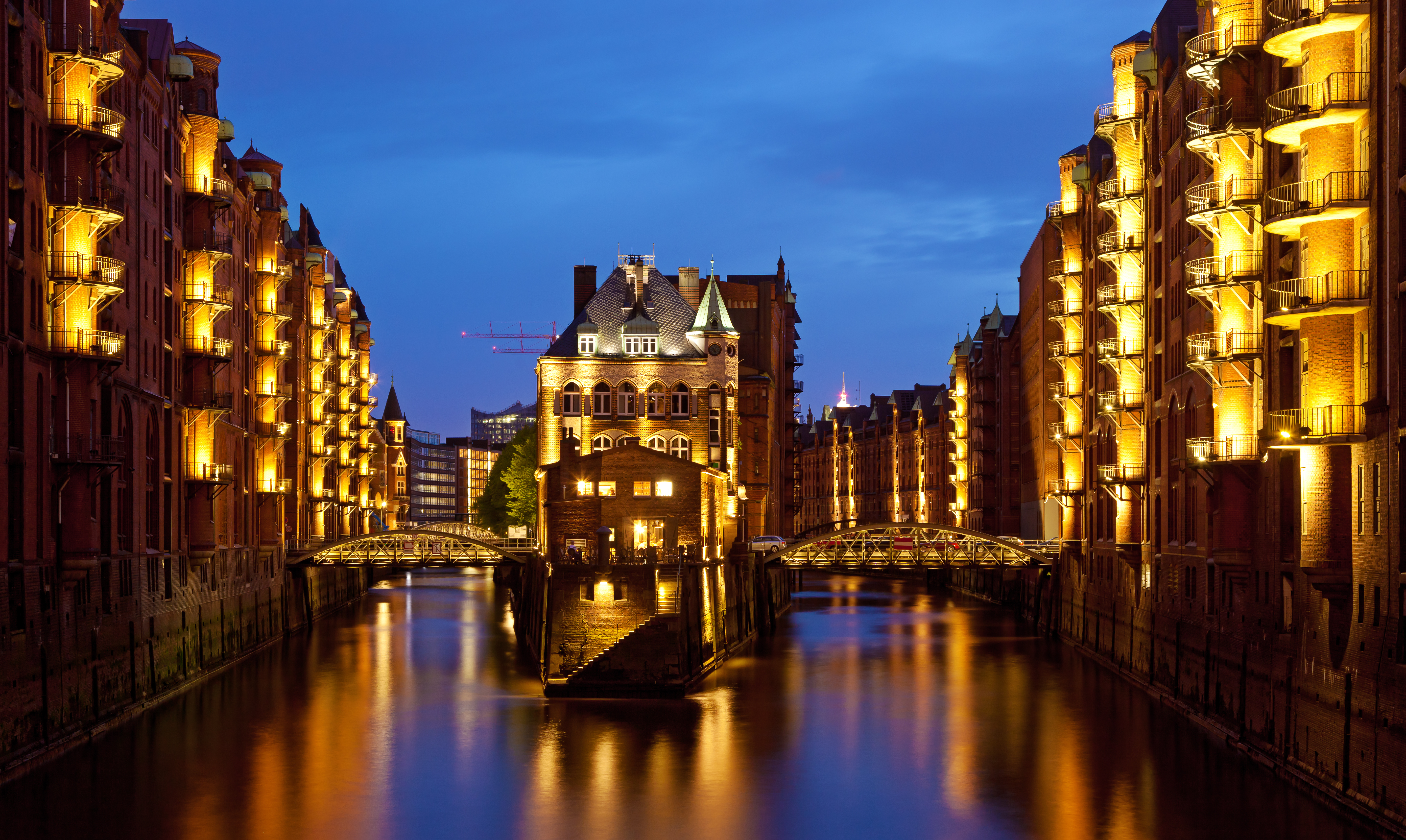
Вечерняя подсветка

Хафен-Сити (нем. HafenCity) — это квартал в районе Гамбург-Митте, Гамбург, Германия. Расположен на острове Грасбрук на реке Эльба, на территории бывшего порта Гамбурга. Основан в 2008 году и включает в себя исторический район Шпайхерштадт, который с 2015 года является объектом Всемирного наследия ЮНЕСКО вместе с прилегающим кварталом Конторхаус. Главная достопримечательность HafenCity – концертный зал Эльбской филармонии.
В узком смысле HafenCity Hamburg — это проект регенерации города, в рамках которого район Гроссер Грасбрук бывшего свободного порта Гамбурга оживляется за счет новых отелей, магазинов, офисных зданий и жилых районов. Проект считается крупнейшим проектом реконструкции города в Европе по площади (около 2,2 квадратных километров (220 га)). 
С уменьшением экономического значения портов в эпоху свободной торговли Европейского Союза, больших контейнеровозов и повышения безопасности границ, свободный порт Гамбурга уменьшился в размерах, освободив нынешнюю территорию Хафенсити. Церемония закладки состоялась 20 июня 2001 года, а первый квартал под названием «Ам Далманнкай/Сандторкай» рядом с Эльбской филармонией был завершен в 2009 году.
По прогнозам, после полной застройки в районе Хафенсити будет проживать около 12 000 человек и работать 40 000 человек.

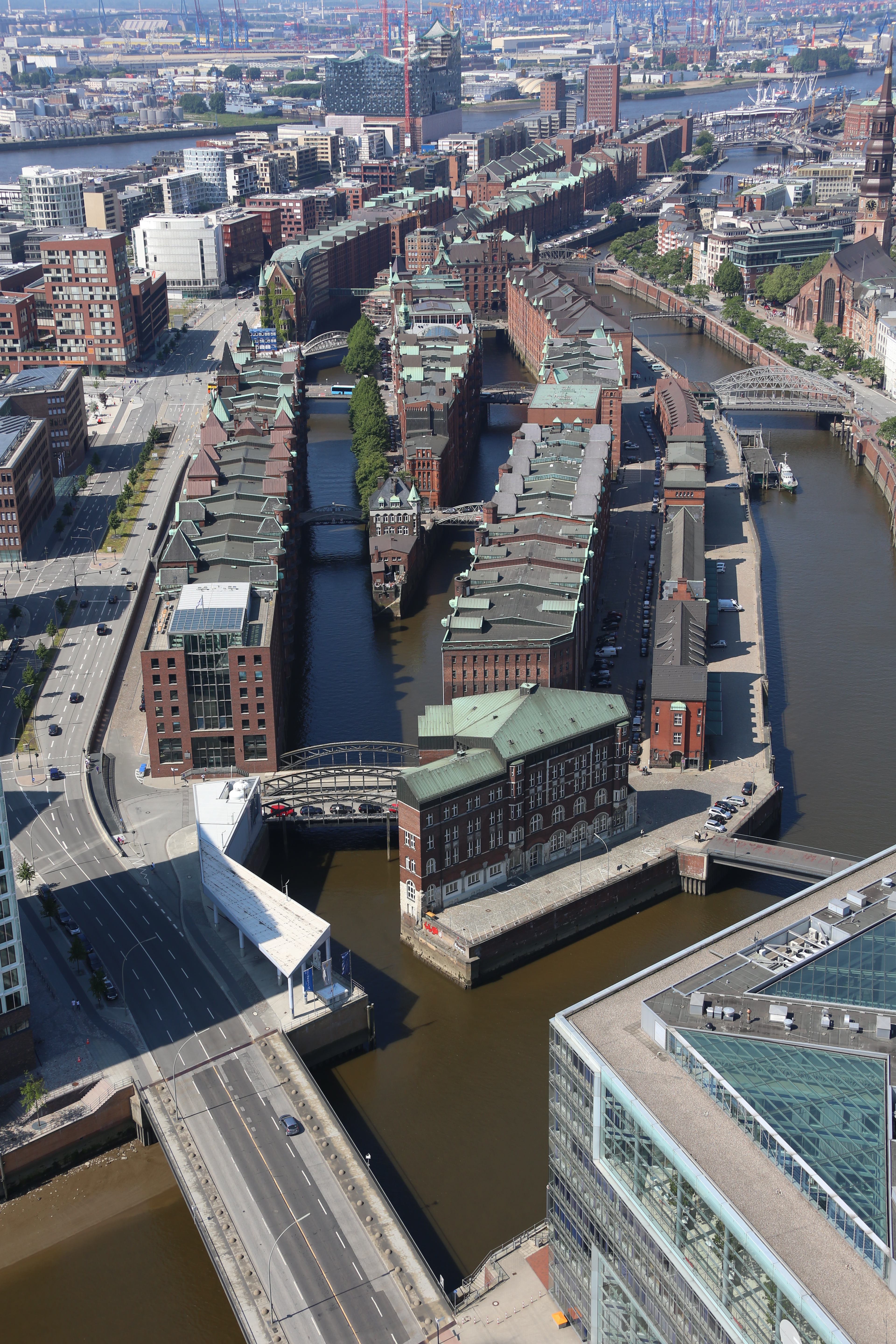
Шпайхерштадт с высоты птичьего полёта
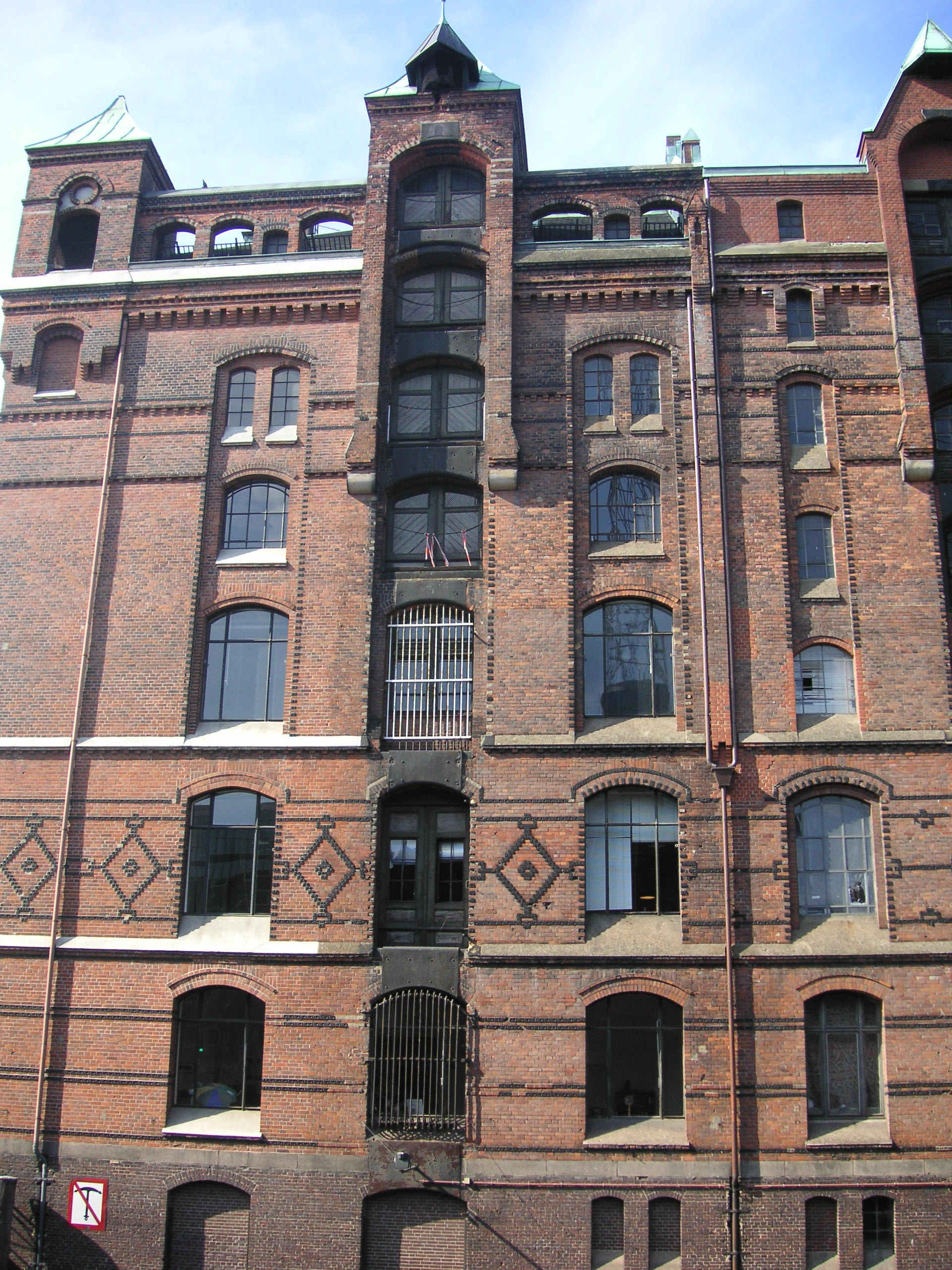
Фасады зданий Шпайхерштадта
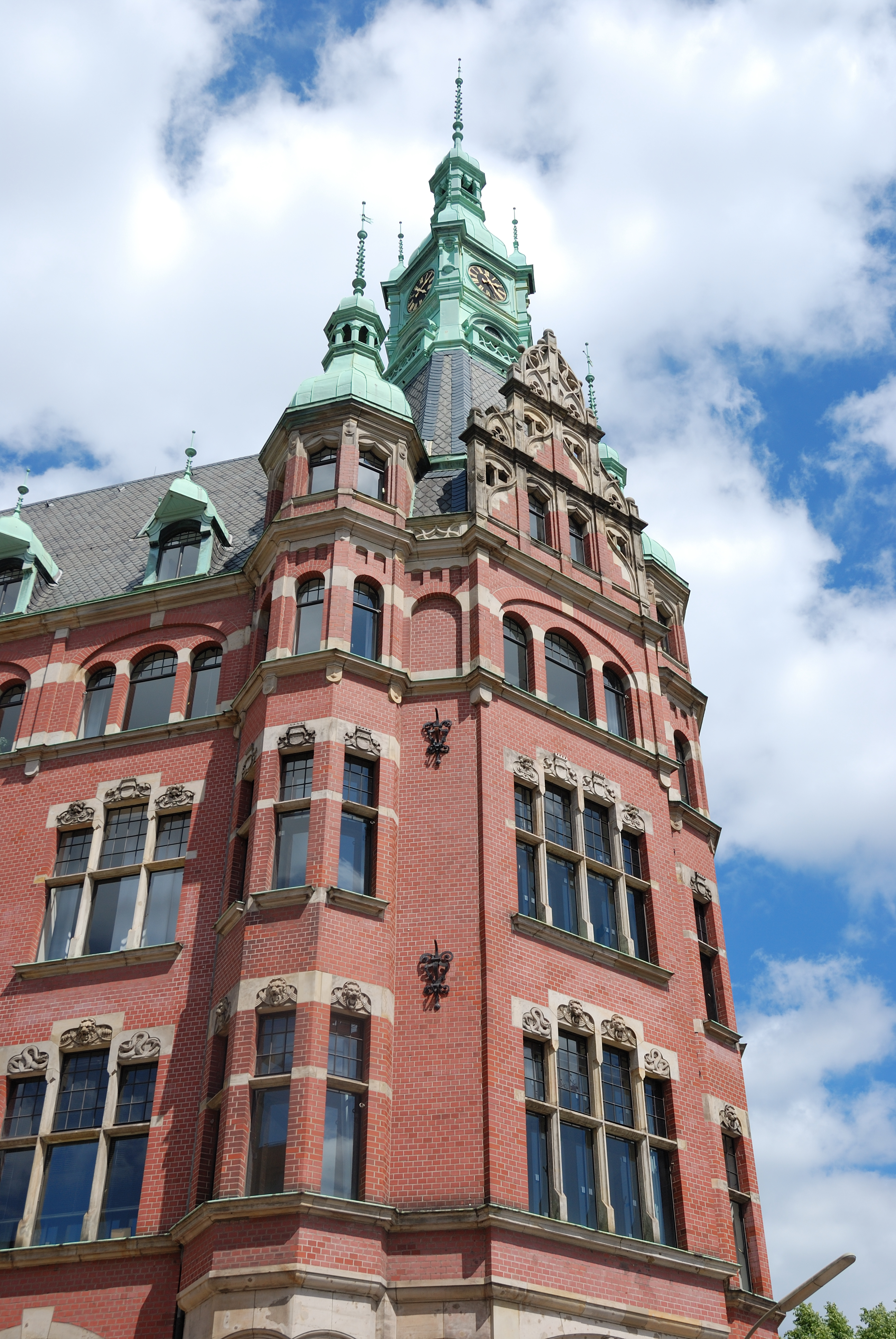
Хафенратхаус в Шпайхерштадте